# Mirny (obwód archangielski)
Mirny (ros. Мирный) – miasto zamknięte w północnej Rosji, na terenie obwodu archangielskiego, w północno-wschodniej Europie.
Miejscowość została założona w 1957 r., jako osiedle mieszkaniowe przy powstającej bazie rakiet balistycznych: prawa miejskie od 1966 r. Miasto stanowi od 1966 roku obszar zamknięty, z uwagi na bliskość ww. bazy, a także powstałego kosmodromu Plesieck.
Miasto liczy 29 629 mieszkańców (1 stycznia 2005 r.) i liczba ta spada; w 2002 r. w miejscowości zamieszkiwało 30 502 osób.